# 滝沢ロコ
滝沢 ロコ（たきざわ ロコ、1956年11月27日 - ）は、日本の声優、舞台女優。ぷろだくしょんバオバブ、東京芸術座（舞台女優として）所属。東京都新宿区出身。旧芸名・本名は滝沢 博子（たきざわ ひろこ）。

## 略歴
新宿区立江戸川小学校卒業。
新宿区立牛込第三中学校、東京都立戸山高等学校時代は演劇部に所属しており、18歳の時に東京芸術座の研究所に入所して役者の世界に入った。

## 人物
役柄としては、包容力のあるキャラクターを演じることが多い。
資格は普通自動車免許、日本スキー連盟3級、スキューバダイビング。特技はピアノ、歌唱。趣味はアロマテラピー、文筆、遺跡探訪。語学はスペイン語。

## 出演
太字はメインキャラクター。

### テレビアニメ
1982年
- スペースコブラ

1984年
- アタッカーYOU!（タカ）
- ゴッドマジンガー（シャーマン）
- 大自然の魔獣バギ（暴走族女）
- 超力ロボ ガラット（1984年 - 1985年、デッサンババア）

1985年
- 昭和アホ草紙あかぬけ一番!（一郎）

1986年
- ロボタン

1987年
- 愛の若草物語（老夫人）
- ウルトラB
- エスパー魔美（少年）
- ミスター味っ子（1987年 - 1989年、女性審査員、女性客、PTAのおばさん、やすひろ）

1990年
- それいけ!アンパンマン（1990年 - 、みみせんせい〈初代、3代目、6代目〉、しいたけくん、ブラックさん、コマのすけ、ニャンコック〈3代目〉、クリちゃん〈4代目〉、ハンペンお姉さん、はまぐりぼうや）

1991年
- YAWARA!（1991年 - 1992年、藤原、フルシチョワ）

1992年
- 美味しんぼ（宿屋のおかみ）
- クレヨンしんちゃん（1992年 - 、副園長先生 他）
- 見ると強くなる 痛快!横綱アニメ ああ播磨灘（フクロの母）

1993年
- 忍たま乱太郎（1993年 - 2023年、おちやないのおババ、おりん婆さん〈2代目〉、老婆、ドクたま、店主）

1995年
- 新機動戦記ガンダムW（ノベンタ夫人）

1996年
- ドラえもん（テレビ朝日版第1期）（魔法使い）

1998年
- センチメンタルジャーニー（保坂美晴）
- ブレンパワード（女長老）
- YAWARA! Special ずっと君のことが…。（フルシチョワ）

1999年
- レレレの天才バカボン（仲居、おばさん）

2000年
- ニャニがニャンだー ニャンダーかめん（2000年 - 2001年、バクバク、ピーチク、カンガルーママ、スルン、シャオロン、チエタマ、ブラボー、野ネズミ母）
- BRIGADOON まりんとメラン（海老茶たまみ、リリ）

2001年
- 機巧奇傳ヒヲウ戦記（久子）
- 旋風の用心棒（佐代子）
- はじめの一歩（パン屋の店長）
- PROJECT ARMS（ママ・マリア）

2002年
- 天使な小生意気（女中、美木の叔母、老婆）
- ぱにょぱにょデ・ジ・キャラット（おばあさん）

2003年
- 高橋留美子劇場（鵜飼、近所の主婦）
- 高橋留美子劇場 人魚の森（ばば）
- ぷちぷり*ユーシィ（前王妃）
- プラネテス（仲人）
- 名探偵コナン（2003年 - 2023年、宝石強盗犯の女、虎田達栄、小野田恵太の母、伊丹千代子、指原律子、微笑ワルツ 他）

2004年
- tactics（おばさん）
- ブラック・ジャック（光男の母）
- MONSTER（女性）
- 焼きたて!!ジャぱん（和馬の祖母）

2005年
- しましまとらのしまじろう（魔女）

2008年
- あたしンち（2008年 - 2009年、サトシの母、おそば屋さんの奥さん）

2009年
- ご姉弟物語（大久保）
- テイルズ オブ ジ アビス（キャシー）
- ドラえもん（テレビ朝日版第2期）（魔女）

2010年
- スティッチ! 〜ずっと最高のトモダチ〜（マネージャー）

2012年
- 超訳百人一首 うた恋い。（中将内侍）

2017年
- 100%パスカル先生（ウンディーヌ）

2018年
- パズドラ（2018年 - 2021年、老婆、木村さん、パンサー西表）

2019年
- GO!GO!アトム

2022年
- デリシャスパーティ♡プリキュア（松山咲枝）
- うる星やつら (2022)（しのぶの母）

### 劇場アニメ
1991年
- それいけ!アンパンマン とべ! とべ! ちびごん（みみ先生）

1992年
- それいけ!アンパンマン つみき城のひみつ（ミミ先生）

1993年
- クレヨンしんちゃん アクション仮面VSハイグレ魔王（副園長先生）
- それいけ!アンパンマン 恐竜ノッシーの大冒険（ミミ先生）

1995年
- それいけ!アンパンマン ゆうれい船をやっつけろ!!（ミミ先生）

1996年
- それいけ!アンパンマン 空とぶ絵本とガラスの靴（ミミ先生）

1997年
- それいけ!アンパンマン 虹のピラミッド（ミミ先生）
- それいけ!アンパンマン ぼくらはヒーロー（ミミ先生）

2000年
- それいけ!アンパンマン 人魚姫のなみだ（ミミ先生）

2001年
- クレヨンしんちゃん 嵐を呼ぶ モーレツ!オトナ帝国の逆襲（副園長）
- それいけ!アンパンマン ゴミラの星（ミミ先生）
- ドラえもん のび太と翼の勇者たち（カモメ）

2002年
- それいけ!アンパンマン ロールとローラ うきぐも城のひみつ（みみせんせい）

2003年
- それいけ!アンパンマン ルビーの願い（みみ先生）

2005年
- それいけ!アンパンマン ハピーの大冒険（みみせんせい）

2006年
- それいけ!アンパンマン いのちの星のドーリィ（みみせんせい）
- それいけ!アンパンマン コキンちゃんとあおいなみだ（みみせんせい）

2007年
- それいけ!アンパンマン シャボン玉のプルン（みみせんせい）

2008年
- それいけ!アンパンマン 妖精リンリンのひみつ（みみせんせい）

2009年
- それいけ!アンパンマン だだんだんとふたごの星（みみせんせい）

2010年
- それいけ!アンパンマン ブラックノーズと魔法の歌（みみせんせい）

2011年
- それいけ!アンパンマン すくえ! ココリンと奇跡の星（みみせんせい）

2012年
- それいけ!アンパンマン よみがえれ バナナ島（みみせんせい）
- やなせたかしシアター ハルのふえ（ミセス・ザマー）

2013年
- それいけ!アンパンマン とばせ! 希望のハンカチ（みみせんせい）
- それいけ!アンパンマン みんなでてあそび アンパンマンといたずらオバケ（みみせんせい）

2014年
- それいけ!アンパンマン りんごぼうやとみんなの願い（みみせんせい）
- それいけ!アンパンマン たのしくてあそび ママになったコキンちゃん!?（みみせんせい）

2015年
- クレヨンしんちゃん オラの引越し物語 サボテン大襲撃（メキシコTV番組）
- それいけ!アンパンマン ミージャと魔法のランプ（みみせんせい）

2016年
- それいけ!アンパンマン おもちゃの星のナンダとルンダ（みみせんせい）

2017年
- それいけ!アンパンマン ブルブルの宝探し大冒険!（みみせんせい）

2018年
- それいけ!アンパンマン かがやけ!クルンといのちの星（みみせんせい）

2019年
- それいけ!アンパンマン きらめけ!アイスの国のバニラ姫（みみせんせい）

2021年
- シン・エヴァンゲリオン劇場版𝄇（小母さんB）
- それいけ!アンパンマン ふわふわフワリーと雲の国（みみせんせい）

2022年
- それいけ!アンパンマン ドロリンとバケ〜るカーニバル（みみせんせい）

2023年
- それいけ!アンパンマン ロボリィとぽかぽかプレゼント（みみせんせい）

2024年
- それいけ!アンパンマン ばいきんまんとえほんのルルン（みみせんせい）

### OVA
- ドリームハンター麗夢（1985年、警部の奥さん）
- SINGLES（1993年、早紀の母[18]）
- クイズ!メルメルホテルへようこそ（1996年、バニラ）

### ゲーム
1999年
- みんなのGOLF2（おばあちゃん）

2004年
- テイルズ オブ リバース（ポプラ）
- ホーンテッドマンション（オールドレディ、女王、細身の貴婦人）

2005年
- キングダム ハーツII（チップ）

2007年
- デストロイ オール ヒューマンズ!（クラビス夫人、都会のOL）
- Microsoft Flight Simulator X

2008年
- キングダム ハーツ コーデッド（チップ）

2010年
- キングダム ハーツ Re:コーデッド（チップ）
- キングダム ハーツ バース バイ スリープ（チップ）

2014年
- キングダム ハーツ HD 2.5 リミックス（チップ）

2018年
- モンスターストライク（チップ）

2019年
- キングダム ハーツIII（チップ）

2023年
- ファイナルファンタジーXVI

### 吹き替え

#### 映画（吹き替え）
- アーク 失われたマヤの財宝（ミレーナ・ブラヴァ〈ダニエラ・アルヴィアーニ〉）
- アイ・アム・サム（マーガレット・キャルグローヴ〈ロレッタ・デヴァイン〉、グレース）※ソフト版
- I love ペッカー（ジョイス〈メアリー・ケイ・プレイス〉）
- アニー（ケリー）
- アニバーサリーの夜に
- アバターシリーズ（モアト〈CCH・パウンダー〉）
  - アバター
  - アバター:ウェイ・オブ・ウォーター[19]
- アリス・イン・ワンダーランド（ヤマネ〈バーバラ・ウィンザー〉）※フジテレビ版
- アンセイン 〜狂気の真実〜（アンジェラ〈エイミー・アーヴィング〉）
- ウェディング・テーブル
- 宇宙人ポール（タラ〈ブライス・ダナー〉）
- URAMI 〜怨み〜（ケイティ・サルダノ）
- ウルトラ I LOVE YOU!（リディア）
- エイリアン・コップ（警官4[20]）※テレビ朝日版
- エクソダス:神と王（ビティア〈ヒアム・アッバス〉）
- エステサロン ヴィーナス・ビューティ（ラニシュバ夫人）
- エルモと毛布の大冒険（ロジータ、ルーシー）
- オール・アバウト・マイ・マザー（チカ）
- 奥さまは魔女（グラディス・クラヴィッツ〈エイミー・セダリス〉）
- 女と女と井戸の中（ジェン・ボーダーン）
- カーサ・エスペランサ 〜赤ちゃんたちの家〜（ムノツ夫人〈リタ・モレノ〉）
- 彼女は夢見るドラマクイーン（エラの母親〈シーラ・マッカーシー〉）
- かみさまへのてがみ（マディ〈ロビン・ライヴリー〉）
- カラーズ 天使の消えた街（シャロン・ロビンス、黒人少年、チビ、クリップ女1、少年1、女5、無線の声4）
- カレンダー・ガールズ
- カンフーキッド2/悪ガキ6人衆（タウ）※VHS版
- キャノンボール3 新しき挑戦者たち（子供）※TBS版
- 恐怖の魔力/メドゥーサ・タッチ
- クライ・マッチョ（マルタ〈ナタリア・トラヴェン〉[21]）
- クレイジー・バカンス ツイてない女たちの南国旅行（ルース〈ワンダ・サイクス〉）
- 恋するレシピ 〜理想のオトコの作り方〜（ベヴァリー）
- サウンド・オブ・ミュージック（マルガレッタ〈アンナ・リー〉）※製作40周年記念版
- さよなら魔法使い（トム）
- サラの鍵（ジュヌヴィエーヴ・デュフォール）
- サルサ/灼熱のふたり
- サルバドル/遥かなる日々
- サンキュー、ボーイズ（シャーリー〈ロージー・ペレス〉）
- サンダー/怒りの復讐
- サンタクロース ※テレビ朝日版
- サンタクロース・リターンズ! クリスマス危機一髪（ジュディ）
- サンタリア 魔界怨霊
- シアターの怪人（トーリー・ヒックス）
- しあわせ色のルビー（ガーシャ）
- 13日の金曜日 ジェイソンの命日（ダイアナ）※VHS版
- ジュラシック・パークIII
- ジョーカー（ペニー・フレック〈フランセス・コンロイ〉[22]）
- スーパーマンIV/最強の敵（宇宙飛行士）
- スチュアート・リトル（エステルおばあさん〈エステル・ゲティ〉）※テレビ朝日版
- スペル（ショーン・サン・デナ〈アドリアナ・バラッザ〉）
- スラップ・ショット（アニタ・マッケンブリッジ）※ソフト版
- それでも恋するバルセロナ（ジュディ・ナッシュ〈パトリシア・クラークソン〉）
- ターミネーター（電話の妻）※VHS版
- ターミネーター2（ダニー）※フジテレビ版
- 第三双生児（ロレイン）
- ダウンタウン（ルイーザ・ディアス〈ワンダ・デ・ジーザス〉）
- 007/オクトパシー（ペネロプ・スモールボーン）※TBS版
- ダブル・ガントレット（グレタ）
- チーター・ガールズ（ジャニタ）
- チーター・ガールズ2（ジャニタ）
- ツインズ（バズビー）※ソフト版
- D-TOX（ロペス）※ソフト版
- ディナーの後に（オクスク）
- 天国からきたチャンピオン 2002（ワンダ〈ワンダ・サイクス〉）
- 天国の日々
- ドクター・ドリトル（雌鳩〈ジュリー・カブナー〉）※ソフト版
- トナカイのブリザード（ミリー〈ブレンダ・ブレッシン〉）
- トレマーズ4（ルー・チャン）
- ネイビー・シールズ ※VHS版
- ノーバディーズ・フール（シャーロット・サリヴァン〈キャサリン・デント〉、ハティ〈アリス・ドラモンド〉）
- バースデイ・ガール（カレン）
- バック・トゥ・ザ・フューチャー（スクーターの坊や、見物人）※ソフト版、（リンダ・マクフライ〈ウェンディ・ジョー・スパーバー〉、スクーターの坊や）※テレビ朝日版
- パッチ・アダムス トゥルー・ストーリー（ジュディ〈フランシス・リー・マッケイン〉）
- ハットしてキャット
- ハメット
- ハリエットはティーン・スパイ
- ハロウィンII（ドロシー）
- ハワード・ザ・ダック/暗黒魔王の陰謀（K.C.〈ホリー・ロビンソン〉）※フジテレビ版・TBS版
- ハンボーン（ダニー）※フジテレビ版
- ビッグ（パターソン〈デブラ・ジョー・ラップ〉）※テレビ東京版
- ビッグ・マネー（グローリア）
- ピノキオとゼペット（ジョヴァンニ先生）
- ピンク・モーテル（コンスタンス〈ロリータ・ダヴィドヴィッチ〉）
- フォエバー・フレンズ（少女時代のCC〈メイム・ビアリク〉）※Disney+版
- フォー・クリスマス（ポーラ〈シシー・スペイセク〉）
- 不思議の国のアリス（ハートの女王〈ミランダ・リチャードソン〉）
- ブラッド・ワーク（リポーター）※テレビ東京版
- フローレス（スピバック）
- ヘブンズ・プリズナー（ジャングル・ルームの女主人〈アン・シェディーン〉）※VHS版
- ヘルボーイ/ゴールデン・アーミー（ホームレスの老女）
- ボーダータウン 報道されない殺人者（テレサ・カシイアス〈ソニア・ブラガ〉）
- ホーンテッドマンション（エマ）
- 僕たちは天使じゃない!（ビューティの母）
- 星の王子 ニューヨークへ行く ※ソフト版
- ホット・チック（キーシャの母）
- ホット・ファズ -俺たちスーパーポリスメン!-（ジョイス・クーパー〈ビリー・ホワイトロー〉）
- ボロワーズ/床下の小さな住人たち（ハミリー・クロック）
- ポワゾン（サラ）※ソフト版
- マグダレーナ/美しき娼婦（ルドルフ）
- マリー・アントワネット（ノアイユ伯爵夫人〈ジュディ・デイヴィス〉）
- マン・オン・ザ・ムーン（幼少期のアンディ）
- 息子の部屋（マルタ）
- メイド・イン・マンハッタン（レイチェル〈エイミー・セダリス〉）※ソフト版
- モテる男のコロし方
- ラスト・アクション・ヒーロー（ラットクリフ〈コリーン・キャンプ〉）※フジテレビ版
- ラベンダー（董夫人〈チェン・ペイペイ〉）
- リトル・ミス・サンシャイン（ジェンキンズ〈ベス・グラント〉）
- ロード・トリップ パパは誰にも止められない!（寮母）
- ロスト・ワールド/ジュラシック・パーク
- ロビン・フッド（ウルフ）※ソフト版
- ワーキング・ガール ※ソフト版
- わが心の友 愛犬デヴォン（ホリー）

#### ドラマ
- iCarly（ブリッグズ先生〈ミンディ・スターリング〉）
- アガサ・クリスティー ミス・マープル 親指のうずき（ベティ・ジョンソン、マージョリー・ムーディ、アリス・ペリー）
- アリー my Love4（イネス・コルテス）
- ER緊急救命室
  - シーズン1 - 2（マクギリス〈ヴァレリー・ロス〉）
  - シーズン2 #4（タッブス夫人〈フィリス・リオンズ〉）、#6（バルデス夫人〈アレハンドラ・フローレス〉）、#22（アネット・ルーカス〈フェリシティ・ラフォーチュン〉）
  - シーズン3 #22（アン・ファーガソン〈シンシア・グラハム〉）
  - シーズン4（ドリス〈トレイシー・ビラー〉）、#2（トルヒホ夫人〈ジョアンナ・サンチェス〉）、#21（ウィッチャー）
  - シーズン5 #1（フェルナンデス〈マリセラ・オチョア〉）、#4
  - シーズン7 #12（マルガリタ〈リンダ・メディナ〉）
  - シーズン8（エイプリル・ウィルソン〈ヴァーニー・ワトソン＝ジョンソン〉）、#3（カーマイン〈エスター・ティタ・メルカド〉）
  - シーズン9 #11（ココ〈ソフィア・ミロス〉）、#18（マリア〈カルメン・マルティネス〉）、#20（ヨランダ〈アネット・チャベス〉）
  - シーズン10 #16（エライザ〈ドワーナ・ホワイト〉）
  - シーズン11 #2（ロサリオ〈ダイアン・ロドリゲス〉）、#16（ゲレロ〈リンダ・カストロ〉）
  - シーズン13 #4（アイリーン・キング〈ララ・ステイニック〉）
  - シーズン14 #9（ドロレス・サラザー〈アドリアナ・バラッザ〉）
  - シーズン15 #10（ビッカリー〈ヴェラリン・ジョーンズ〉）、#15（ロレイン〈トニ・トーレス〉）、#22（ロランダ〈マリル・ヘナー〉）
- 恐竜家族
- 宮 -Love in Palace-（イ・スンレ〈イム・イェジン〉）
- 新ビバリーヒルズ青春白書（ノワーク校長）
- セサミストリート（ロジータ[23]、フィービー[23]、グラン・ジェッタ[23]、ルーシー〈ルース・バジー〉、ナレーター[23]、マヤ・アンジェロウ、ツイスター・シスターズ）※NHK版、VHS版、DVD版
- タバサ（ミネルヴァおばさん）
- ディフェンダーズ 闘う弁護士（ジュディ・ベイカー）
- 特捜刑事マイアミ・バイス
  - シーズン2 #10（ダコタ〈イマン・アブドゥルマジド〉）
  - シーズン3 #3（ジャン・ラーキンの友人売春婦）、#10（ロクサンヌ〈リサ・アダムス〉）
- ドクター・フー
- ナルコス（ヌーナン大使）
- 花より男子〜Boys Over Flowers（牧野千恵子）
- ハンク ‐ちょっと特別なボクの日常‐（アドルフ先生[24]）
- ヒルストリート・ブルース（フェビアン・デュウィット）
- THE BLACKLIST/ブラックリスト（ミスター・キャプラン〈スーザン・ブロマート〉）
- フルハウス #3（ペイトン）、#310（リンダ・モズリー）
- マット・ルブランの元気か〜い?ハリウッド!（フロリンダ）
- ミス・マープル ポケットにライ麦を（クランプ夫人）
- ヤングライダーズ #310（エヴァンス）
- リゾーリ&アイルズ2（ダン夫人）

#### アニメ
- キャスパー（バンシー先生）※CIC・ビクター ビデオ版
- クランプ・ツインズ（ミス・クランプ）
- ザ・シンプソンズ（リンダ・ロンシュタット）
- ジェイコブと海の怪物（サラ・シャープ）
- ジャイアント・ピーチ
- ジャングル・ジャンクション（ジョリー）
- ジンジャーの青春日記（ロイス）
- スター・ウォーズ/クローン・ウォーズ (テレビアニメ)（ペッピ・バウ）
- ディズニー作品（チップ）
  - チップとデールの大作戦（チップ）※新吹き替え版
- 動物園通り64番地（ジョージーナ）
- スヌーピーとチャーリーブラウン（ルーシー・ヴァンペルト）
- トムとジェリー（赤ん坊の母親、魔女）
  - トムとジェリーキッズ
  - トムとジェリー テイルズ（青い魔女）
  - トムとジェリー オズの魔法使（西の悪い魔女 / ミス・ガルチ）
  - トムとジェリー ショー（ビーディ、老女、ファン・デル・スヌート、メイド）
- ノートルダムの鐘II
- ノーノーのミニミニ大冒険（バギー[25]）
- バックス・バニーのぶっちぎりステージ（スピーディー・ゴンザレス）
- ビアンカの大冒険（エリー・メイ）※ソフト版
- ビー・ムービー（ジャネット・ベンソン）
- マジック・スクール・バス シリーズ（フリズル先生）
- ロボット・チキン（ベルー・ホワイトサン・ラーズ）

### テレビドラマ
- 峠の群像（1982年） - 旅籠の女中

### 映画
- 神☆ヴォイス（2011年） - 審査員

### その他コンテンツ
- 元祖どっきりカメラ
- のびのびノンちゃん（うりちゃんのお母さん、ヤワちゃん）
- けろけろけろっぴ（ノーベルン）
- クイズ!メルメルホテルへようこそ（バニラ）
- 東京ディズニーリゾート ドリームフォースマイルII《ダイジェスト版》スペシャルイベント編 ショー&パレード編（ブルーレイ / DVD、2015年2月4日発売）（チップの声）
- 東京ディズニーリゾート（チップ）